# Phaeogenes nikkonis
Phaeogenes nikkonis är en stekelart som beskrevs av Tohru Uchida 1927. Phaeogenes nikkonis ingår i släktet Phaeogenes och familjen brokparasitsteklar. Inga underarter finns listade i Catalogue of Life.